# أوكالتيك ناين
أوكالتيك ناين (باليابانية: オカルティック・ナイン، بالروماجي: Okarutikku Nain) هي سلسلة رواية خفيفة يابانية من تأليف
تشيومارو شيكورا ورسم باكو نشرت من قبل أوفرلاب منذ 25 اغسطس عام 2014 حتى 25 سبتمبر عام 2017، وتكونت من 3 مجلدات. اقتبست إلى سلسلة مانغا من رسم غانجي، نشرت من قبل كودانشا في مجلة غود آفترنون، منذ 7 أكتوبر عام 2015 حتى 6 مايو عام 2017. تم تجمع فصول المانغا في 4 مجلدات تانكوبون. نشرت في 7 أبريل عام 2016 حتى 7 يوليو عام 2017. أنتجت إلى مسلسل أنمي تلفزيوني من قبل استوديو أيه-1 بكتشرز، عرض الأنمي في 9 أكتوبر عام 2016 واستمر عرضه حتى 25 ديسمبر عام 2016، وتكون من 12 الحلقة.

## القصة
تدور أحداث القصة عن مدونة غامضة اسمها
تشوجوغ كاغاكو كيريكيري، يديرها طالب المدرسة الثانوية اسمه يوتا غامون، البالغ من العمر 17 عامًا. تجمع هذه المفدونة مجموعة من الأشخاص الذين من المفترض أنه لا علاقة لهم ببعضهم البعض.

## الشخصيات
يوتا غامون (باليابانية: 我聞 悠太، بالروماجي: Gamon Yūta)
أداء صوتي: يوكي كاجي
ريوكا ناروساوا (باليابانية: 成沢 稜歌، بالروماجي: Narusawa Ryōka)
أداء صوتي: أياني ساكورا
ساراي هاشيغامي (باليابانية: 橋上 サライ، بالروماجي: Hashigami Sarai)
أداء صوتي: كايتو إيشيكاوا
ميو آيكاوا (باليابانية: 相川 実優羽، بالروماجي: Aikawa Miyū)
أداء صوتي: هيتومي يوشيدا [الإنجليزية]
توكو سوميكازي (باليابانية: 澄風 桐子، بالروماجي: Sumikaze Tōko)
أداء صوتي: شيزوكا إيتو
أريا كوريناينو (باليابانية: 紅ノ 亞里亞، بالروماجي: Kurenaino Aria)
أداء صوتي: ميوكي ساواشيرو
كيريو كوساكابي (باليابانية: 日下部 吉柳، بالروماجي: Kusakabe Kiryū)
أداء صوتي: كيشو تانياما
ريريكا نيشيزونو (باليابانية: 西園 梨々花، بالروماجي: Nishizono Ririka)
أداء صوتي: ماميكو نوتو
شون موريتسوكا (باليابانية: 森塚 駿، بالروماجي: Moritsuka Shun)
أداء صوتي: تتسيا كاكيهارا
"أسونا كيساكي' (باليابانية: 鬼崎 あすな، بالروماجي: Kisaki Asuna)
أداء صوتي: ساتومي أكيساكا

## وصلات خارجية
- الموقع الرسمي باللغة اليابانية